# Antidesma ferrugineum
Antidesma ferrugineum är en emblikaväxtart som beskrevs av Airy Shaw. Antidesma ferrugineum ingår i släktet Antidesma och familjen emblikaväxter. Inga underarter finns listade i Catalogue of Life.